# Judicialização da política
A judicialização da política é um fenômeno jurídico entendido como detentor de quatro eixos definidores: (i) o aumento do impacto de decisões judiciais em causas políticas e sociais; (ii) o processo em que conflitos políticos são levados ao Judiciário para uma resolução; (iii) em um âmbito discursivo, judicialização da política reflete o nível pelo qual a legitimidade de um governo é continuamente construída junto da percepção da sociedade da capacidade e credibilidade de se manter o Estado de direito e proteção de direitos; (iv) o uso crescente do sistema judiciário por agentes e grupos políticos a fim de gerar uma mobilização em torno de interesses políticos, sociais e econômicos específicos.
Este cenário pode ser analisado como uma intersecção de diversos fatores, entre eles o protagonismo dos tribunais e dos juízes, que cada vez mais participam do jogo político e social como agentes ou intermediadores. Esta atuação nem sempre representa uma invasão de competência entre os poderes, sendo mais comum que estas pautas sejam direcionadas ao Judiciário pelos próprios poderes Legislativo e Executivo. Estes poderes, e seus agentes, recorrem às vias judiciais para se decidir sobre uma questão que não encontra resposta no meio político ordinário.
Segundo alguns autores o enfoque jurídico na política estaria dividido em três grandes categorias de judicialização da política: (i) a expansão do discurso legal, jargões, regras e procedimentos jurídicos para a esfera política e para os fóruns de decisões políticas; (ii) a judicialização das políticas públicas por meio do controle de constitucionalidade ou das revisões dos atos administrativos; (iii) judicialização da política pura ou da política macro, que seria a transferência às Cortes de questões de natureza política e de grande importância para a sociedade, incluindo questões sobre legitimidade do regime político e sobre identidade coletiva que definem (ou dividem) toda a política.
A judicialização da política é frequentemente confundida com outro fenômeno jurídico: o ativismo judicial. Embora as consequências sejam semelhantes, as origens e nuances são bastante distintas.

## Desenho Institucional
Apesar de não ser um fenômeno recente, a judicialização da política depende de processos governamentais, fatores sociais e até internacionais. Alguns autores apontam para este fenômeno como inevitável dado o contexto moderno organizado em volta da premissa de princípios democráticos e Estado de direito. 
Assim, aliando a democratização, as demandas sociais e o comportamento estratégico dos atores políticos ao texto constitucional e competência dos poderes, a depender do contexto político, monta-se um cenário propício para o Judiciário fazer uso da interpretação constitucional como forma de retrair e expandir competências. 
No Brasil, o nível de abrangência do texto constitucional de 1988 ampliou as situações passíveis de intervenção do Judiciário. A Constituição conferiu ao Supremo Tribunal Federal (STF) um papel de primeira grandeza, possibilitando a ele protagonizar importantes decisões nas esferas da vida política, econômica e social no país. Portanto, o nosso desenho institucional possibilita o protagonismo político do STF, afinal ele tem a capacidade instrumental de intervir nos conflitos políticos e em políticas públicas. O Brasil acompanha um movimento mundial que é reflexo do Constitucionalismo democrático, que dota o poder Judiciário da capacidade de exercer jurisdição sobre a legislação.

## Judicialização da Política no Brasil
Ao se analisar o crescimento deste processo no Brasil alguns pontos relevantes devem ser ressaltados para se expor uma contextualização do fenômeno.

### Período Pós-Redemocratização
Apesar de determinante, a Constituição Federal não foi o único fator que possibilitou o processo judicialização no Brasil. Durante a ditadura militar, período no qual o Poder Executivo era dotado de extrema força, o Judiciário não tinha abertura para exercer um papel muito ativo no âmbito político. A partir da redemocratização a dinâmica entre os poderes ficou mais fluida, permitindo um crescimento tanto do Legislativo quanto do Judiciário. Este último, no entanto, não mostrou mudanças muito significativas quanto a influência de sua participação na esfera política. A composição da corte se manteve praticamente inalterada na transição para o período democrático. A influência dos ministros na atuação do STF é evidente, também, devido ao grande número de decisões tomadas de forma monocrática. Desta forma, continuidade da composição de ministros é indicada como um dos grandes motivos para o que muitos autores (Referência) consideram como um período de postura mais defensiva e contida do STF, que basicamente se estendeu até a aposentadoria de Moreira Alves, em 2003, e a promulgação da EC 45/2004, conhecida como Reforma do Judiciário, em 2004.  

### Reforma do Judiciário
A chamada Reforma do Judiciário é resultado da Emenda Constitucional n°45 de 2004, que modificou diversos dispositivos que repercutiam no funcionamento do sistema judiciário e suas competências. Algumas análises das propostas que deram origem a esta emenda revelam 3 dimensões principais dispostas como objetivos a serem tratados: (i) o sistema de controle de constitucionalidade e sua jurisdição, baseando-se no sistema híbrido de modelo difuso e concentrado; (ii) a introdução de um sistema efetivo de mecanismos de controle e fiscalização dos órgãos dos sistema de justiça, principalmente através da criação do Conselho Nacional de Justiça; e o acesso à Justiça, através da democratização do Judiciário.
A primeira dimensão é a mais pertinente ao se falar de judicialização. O debate sobre a introdução de súmulas vinculantes, buscando maior centralização da competência de controle de constitucionalidade, teve início com a proposta de Reforma do Judiciário. Como resultado deste movimento de concentração, que tem na Constituição Federal sua origem, o STF ganhou mais força e mais capacidade de interceder em causas políticas através da convergência de declarações de constitucionalidade e inconstitucionalidade.
Destaca-se também a ampliação das pautas e a adequação de justiças especiais que se deram com mais robustez a partir da aprovação da reforma, como exemplo a Justiça do Trabalho.

### Ministério Público
O Ministério Público também se fortaleceu ao longo do tempo, um dos fatores determinantes para isso foi a Constituição de 1988, que o recriou e o incumbiu de novos deveres tais como: a defesa da ordem jurídica, do regime democrático, e dos interesses sociais e individuais. Sua atuação começou a ter ênfase entre os anos 1989 e 1994, e caracterizou-se por por uma atuação mais ativa dos procuradores, decorrente, em grande medida, do controle das constituições estaduais promulgadas nesse período. O órgão ficou por um tempo sem grandes atuações e voltou com uma maior força no governo Lula. Nesse período foi proposto um elevado número de Adins, e procuradores sugeriram uma mudança de postura no Ministério Público, que depois desse período vem tendo um grande destaque na sociedade.

### Mensalão e Lava Jato
Alguns aspectos da recente onda de judicialização da política são reflexo da atuação do STF como corte criminal para julgar casos envolvendo, principalmente, a classe política brasileira.
Os mais notáveis exemplos são a Ação Penal 470, comumente conhecida como Escândalo do Mensalão, e a operação Lava Jato. Ambos os casos tiveram grande exposição nos veículos de comunicação devido ao grande número de agentes políticos envolvidos: ministros do governo, deputados de diversos partidos, integrantes da mesa do partido do governo e de outros partidos, etc. As operações também tiveram em sua abrangência operadores financeiros, empreiteiros e servidores públicos. O número de denunciados causou uma brusca mudança no cenário da política brasileira, expondo uma realidade que pode comprometer, ou já compromete, o funcionamento harmonioso das instituições do sistema político.
No Mensalão foram oferecidas quarenta acusações e apenas trinta e sete foram a julgamento, determinando a abertura das respectivas ações penais, no qual o relator foi o ex-ministro Joaquim Barbosa. O Mensalão foi concluído após 53 sessões e culminou  com a condenação de vinte e quatro réus.
Com a polêmica sobre a competência para determinar a perda de mandato dos parlamentares condenados, o STF passou a adotar uma postura que expande competências e limites funcionais e, a partir de então, passa a se destacar a mudança nos discursos políticos, o interesse midiático e a possível preocupação dos magistrados com a opinião pública. Destaca-se que essa situação não repercute apenas no STF, mas em todos os tribunais e juízos do país. O Judiciário passou a lidar com uma diversidade de temas políticos e não-políticos que pode, efetivamente, comprometer a qualidade e a competência de decisões.

### Mídia
Desde a redemocratização do país, com a Constituição de 1988, o STF e seus ministros vem se tornado pouco a pouco mais conhecidos da sociedade civil. Tal constância midiática provoca questionamentos se a cúpula do Poder Judiciário deveria ter tamanha exposição pública.
Principalmente a partir dos anos 2000, a visibilidade do STF no Brasil elevou-se consideravelmente. Após a ampla divulgação de casos emblemáticos como o escândalo do Mensalão, o reconhecimento da união homoafetiva e a operação Lava Jato, essa Corte passou a ocupar um espaço de destaque.
A mídia que fez o Judiciário sobressair-se às instituições político-representativas por conta, principalmente, da atuação contra-corrupção e visão de uma corte protetora de direitos fundamentais. Além disso, a personalização do STF na imagem dos ministros também é uma consequência da forte cobertura midiática.
Existem questionamentos se mecanismos como a antecipação de posição na imprensa e a criação da TV Justiça não interferem nas decisões tomadas pelos ministros,representantes do poder contramajoritário do Estado Democrático de Direito.

## Judicialização da Megapolítica
A expansão do fenômeno da judicialização no ocidente acompanha um processo mundial de protagonismo crescente das Cortes Constitucionais, requeridas cada vez mais não apenas para sanar conflitos políticos, mas também para atuarem quanto à defesa de direitos sociais e promoção de políticas públicas.
De acordo com Hirschl, alguns aspectos responsáveis por coalizar este fenômeno pelo mundo são: judicialização dos processos eleitorais e corroboração judicial de transformações do regime político; dilemas fundamentais de justiça restaurativa; a “supervisão judicial” sobre o poder executivo nas áreas macroeconômica e da segurança nacional; e acima de tudo, judicialização de formações de identidades coletivas.